# Sphacelotheca indica
Sphacelotheca indica är en svampart som först beskrevs av Mundk., och fick sitt nu gällande namn av Thirum. & Pavgi 1956. Sphacelotheca indica ingår i släktet Sphacelotheca och familjen Microbotryaceae.   Inga underarter finns listade i Catalogue of Life.